# Bathinda
Bathinda è una città dell'India di 217.389 abitanti, capoluogo del distretto di Bathinda, nello stato federato del Punjab. In base al numero di abitanti la città rientra nella classe I (da 100.000 persone in su).

## Geografia fisica
La città è situata a 30° 11' 60 N e 74° 57' 0 E e ha un'altitudine di 201 m s.l.m..

## Società

### Evoluzione demografica
Al censimento del 2001 la popolazione di Bathinda assommava a 217.389 persone, delle quali 117.359 maschi e 100.030 femmine. I bambini di età inferiore o uguale ai sei anni assommavano a 23.604, dei quali 13.512 maschi e 10.092 femmine. Infine, coloro che erano in grado di saper almeno leggere e scrivere erano 152.761, dei quali 87.763 maschi e 64.998 femmine.